# Damian Halata
Damian Halata (* 8. srpna 1962, Świętochłowice) je bývalý německý fotbalista, útočník. Po skončení aktivní kariéry působil jako trenér.

## Fotbalová kariéra
Ve východoněmecké oberlize hrál za 1. FC Magdeburg a 1. FC Lokomotive Leipzig, nastoupil ve 267 ligových utkáních a dal 68 gólů. S 1. FC Magdeburg vyhrál v roce 1983 východoněmecký fotbalový pohár. Za reprezentaci Východního Německa (NDR) nastoupil v letech 1984–1989 ve 4 utkáních a dal 1 gól. V Poháru vítězů pohárů nastoupil ve 4 utkáních a dal 2 góly a v Poháru UEFA nastoupil v 10 utkáních a dal 2 góly.

## Ligová bilance
| Ročník                                  | Zápasy | Góly | Klub                     |
| --------------------------------------- | ------ | ---- | ------------------------ |
| DDR-Oberliga 1979/80                    | 6      | 1    | 1. FC Magdeburg          |
| DDR-Oberliga 1980/81                    | 12     | 1    | 1. FC Magdeburg          |
| DDR-Oberliga 1981/82                    | 25     | 4    | 1. FC Magdeburg          |
| DDR-Oberliga 1982/83                    | 25     | 4    | 1. FC Magdeburg          |
| DDR-Oberliga 1983/84                    | 25     | 6    | 1. FC Magdeburg          |
| DDR-Oberliga 1984/85                    | 25     | 8    | 1. FC Magdeburg          |
| DDR-Oberliga 1985/86                    | 25     | 7    | 1. FC Magdeburg          |
| DDR-Oberliga 1986/87                    | 25     | 9    | 1. FC Magdeburg          |
| DDR-Oberliga 1987/88                    | 25     | 7    | 1. FC Magdeburg          |
| DDR-Oberliga 1988/89                    | 25     | 11   | 1. FC Lokomotive Leipzig |
| DDR-Oberliga 1989/90                    | 23     | 4    | 1. FC Lokomotive Leipzig |
| DDR-Oberliga 1990/91                    | 26     | 6    | 1. FC Lokomotive Leipzig |
| 2. německá fotbalová Bundesliga 1991/92 | 2      | 0    | VfB Leipzig              |
| CELKEM DDR-Oberliga                     | 267    | 68   |                          |